# Bussus-Bussuel
Bussus-Bussuel era una comuna francesa que estaba situada en el departamento de Somme, de la región de Alta Francia, que el 1 de enero de 2025 pasó a formar parte de la comuna nueva de Bussus-lès-Yaucourt como comuna delegada.

## Localización
El pueblo está entre Saint-Riquier y Ailly-le-Haut-Clocher, en el fondo de valle. El río Scardon, que atraviesa la aglomeración urbana, puede cruzarse en algunos momentos a pie seco pero a veces causa inundaciones.

## Historia
La primera mención del pueblo de Bussus-Bussuel, en el año 704, se refiere a un señorío y al feudo de Emimont, pertenecientes a la prestigiosa abadía vecina de Saint-Riquier. Los bienes fueron administrados por clérigos laicos en nombre de la abadía.
A principios del siglo XIX, el pueblo se desarrolló. En 1867 se construyó una escuela de niñas, luego una escuela de niños y el ayuntamiento en 1878.
Hasta 1952, en el cementerio había una iglesia común con el pueblo de Yaucourt-Bussus. Ha desaparecido por completo. 
Desde el 13 de febrero de 2020, la comuna forma parte del Parc naturel régional Baie de Somme - Picardie maritime.[cita requerida]

## Demografía
| Gráfica de evolución demográfica de Bussus-Bussuel entre 1800 y 2022 |
|                                                                      |

Los datos demográficos contemplados en este gráfico de la comuna de Bussus-Bussuel se han cogido de 1800 a 1999 de la página francesa EHESS/Cassini, y los demás datos de la página del INSEE.

## Política y administración

### Lista de alcaldes
| Período            | Identidad        | Calidad                                                                                    |
| ------------------ | ---------------- | ------------------------------------------------------------------------------------------ |
| Antes 1940         | Victor Pruvot    |                                                                                            |
| 1971-1995          | Jeannine Decoëne |                                                                                            |
| 2001               | Jacques Firmin   |                                                                                            |
| Marzo 2001- 2008   | Michel Luce      |                                                                                            |
| Marzo 2008 - ahora | Mathieu Doyer    | Vicepresidente de la CC Ponthieu-Marquenterre (2017→ ) Reelegido para el mandato 2020-2026 |

### Política medioambiental
En la clasificación de ciudades y pueblos en flor, tres flores premian los esfuerzos locales en favor del medio ambiente.

## Educación
En 2010, la escuela cierra. Los alumnos del pueblo acuden a la escuela intercomunal Becquestoile de Saint-Riquier, donde se ha construido una agrupación educativa concentrada.

## Patrimonio
- Iglesia Saint-Michel.[13][14] El edificio de ladrillo se construyó en 1897 para ofrecer un lugar de culto, al igual que el pueblo vecino de Yaucourt-Bussus.
- El molino Vaillant-Tellier del siglo XVII. En este lugar hubo tres molinos hasta principios del siglo XIX.[4]
- La capilla d'Hémimont del siglo XVI. Construido originalmente en el emplazamiento de un pequeño templo galo-romano, sufrió varios daños: tornados, tropas alemanas en 1941 y fue reconstruido en 1982. Entonces salieron a la luz grafitis muy antiguos.[4]
- La granja de la abadía con su muralla y su estanque.
- La capilla funeraria, ruta de Gorenflos. Un antiguo alcalde de la comuna está enterrado allí.[15]
- La placa funeraria de Philippe CARETTE (1551-1631), señor de Bourny, Fressa, Cornehotte, Rigauville... y de su esposa Marguerite de RIBAUCOURT (1555-1628), antiguos habitantes notorios de Bussus, que se encuentra en la entrada de la iglesia del pueblo y que está clasificada como monumento histórico.